# پیترس (دهانه)
پیترس یک دهانه برخوردی در ماه‌ است.